# Lei Feng

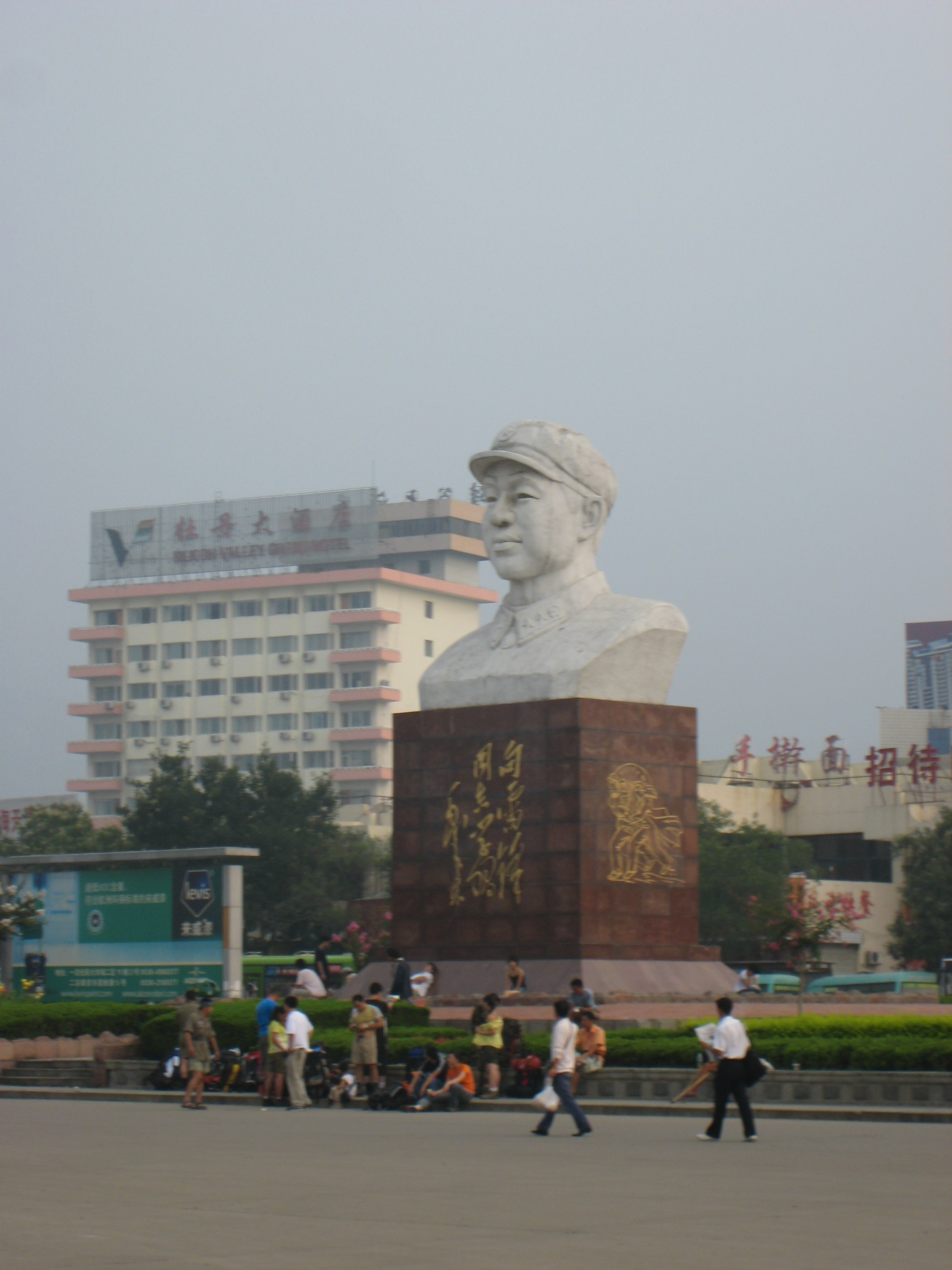
Sculpture représentant Lei Feng à la gare de Tai'an, accompagné d'un texte de Mao Zedong, province du Shandong.

Lei Feng (chinois simplifié : 雷锋 ; chinois traditionnel : 雷鋒 ; pinyin : Léi Fēng) (né le 18 décembre 1940 et mort le 15 août 1962) est une figure importante de l'idéologie officielle et de la propagande de la république populaire de Chine (RPC). 

## Vie de Lei Feng[1]
Né en 1940 dans une famille de paysans pauvres décimés par la guerre civile, Lei Feng devient ouvrier et est cité à plusieurs reprises comme travailleur modèle de l'aciérie d'Anshan dans le Liaoning. Entré au Parti communiste chinois et dans l'armée, il meurt en 1962 à l'âge de 21 ans (22 ans selon le système de calcul traditionnel Est-Asiatique de l'âge) dans un accident de la route.
Durant sa courte vie, Lei Feng a rédigé un journal intime où il consignait ses bonnes actions entrecoupées de citations de Mao Zedong.
Or, le format de ce journal peut porter à croire qu'il s'agisse d'une fabrication. Puisque le journal comporte des photographies, certains se sont posé la question de savoir qui a pu prendre les photos : les appareils photographiques étaient rares à l'époque où Lei Feng est censé avoir vécu les évènements en question. L'historien de la propagande Nicholas John Cull affirme à ce sujet que « Lei Feng, un soldat dont le journal est censé avoir été découvert de manière posthume, a été présenté par le Parti comme un citoyen modèle. Son journal, presque certainement concocté par des propagandistes du Parti, est rempli de louanges envers Mao ». Il se peut donc que Lei Feng ait existé mais sans avoir véritablement rédigé le journal en question. Il se peut aussi qu'il l'ait rédigé, mais qu'on l'ait modifié ou qu'on y ait ajouté des photographies.
Pour sa part, John Fraser affirme dans The Chinese: portrait of a people (William Collins & Sons, 1980) que « Lei Feng est une invention de la propagande. Peut-être y a-t-il eu quelqu'un, portant vraiment ce nom, qui a réellement existé et fait de bonnes actions, mais le Lei Feng que connaissent tous les Chinois étend la crédulité à des dimensions spéciales ». Ce constat est confirmé par le sinologue Jean-Philippe Béja, qui estime que Leï Feng est un concept de propagande utile que l'on ressort en temps de crises pour tenter de ressouder les Chinois autour du Parti communiste chinois, avec une efficacité d'ailleurs limitée dans une économie chinoise aujourd'hui très libérale . 

## Célébration officielle de Lei Feng
Dès 1963, la communication de la RPC commence à relayer l'histoire de Lei Feng. Elle en fait une légende devant servir de modèle aux jeunes générations.
Le 5 mars de chaque année on célèbre en Chine la journée « Comme Lei Feng », où les citoyens sont invités à accomplir de bonnes actions, et où l'on demande aux écoliers de lire des extraits du Journal. Dans le cadre de cette activité, on demande souvent aux élèves de produire des devoirs avec pour thème la figure de Lei Feng. 